# Kościół Matki Bożej Różańcowej w Olsztynie
Kościół Matki Bożej Różańcowej w Olsztynie – rzymskokatolicki kościół filialny znajdujący się w Olsztynie, w dzielnicy Dajtki, w województwie warmińsko-mazurskim. Należy do dekanatu Olsztyn III – Gutkowo archidiecezji warmińskiej. Dekretem abpa Józefa Górzyńskiego z 30 września 2021 roku, kościół został ustanowiony miejscem w którym sprawowana jest liturgia w klasycznym rycie rzymskim, jej celebransem jest ks. Grzegorz Śniadoch IBP.

## Historia
Życie religijne w Dajtkach w XIX stuleciu koncentrowało się wokół drewnianego krzyża przydrożnego i drewnianej dzwonnicyy słupowej.
Kościół liczący 130 miejsc został wybudowany w 1878 roku z fundacji księdza Walentego Tolsdorfa, znanego fundatora i uposażyciela świątyń w Prusach Wschodnich. Na początku kościół podporządkowany był parafii św. Jakuba w Olsztynie, samodzielna parafia została erygowana dopiero w 1942 roku. Świątynia była za mała dla rozrastającej się miejscowości. W 1950 roku do kościoła zostały dobudowane prezbiterium i zakrystia. W latach 2005–2006 kościół wyremontowano.

## Architektura
Jest to orientowana budowla salowa z dostawionymi w 1904 roku kaplicami bocznymi i dobudowanym w 1950 roku prezbiterium. Od strony zachodniej do korpusu przylega wieża pokryta czterospadowym, łamanym dachem, w której znajduje się wejście do kościoła, ujęte w formie ostrołukowego portalu schodkowego. Świątynia nie posiada ozdób zewnętrznych, jedynie wieża jest ozdobiona pod krawędzią dachu fryzem arkadkowym. W obejściu przykościelnym znajduje się posąg patronki świątyni Matki Bożej Różańcowej.

## Wyposażenie
Wyposażenie kościoła w całości pochodzi z olsztyńskich świątyń. W ołtarzu głównym mieści się obraz z XVIII wieku przedstawiający klęczącą św. Rozalię przed Maryją z Dzieciątkiem, przeniesiony z konkatedry św. Jakuba w Olsztynie. Ołtarz jest flankowany przez figury świętych Antoniego i Walentego. Obok prezbiterium mieści się obraz Maryi Tronującej z XVIII wieku. Ołtarze boczne pochodzą z niezachowanych olsztyńskich kaplic sw. Jana Nepomucena, św. Krzyża i św. Jerzego. W bocznych kaplicach znajdują się: reliefy Serca Jezusowego i obraz św. Ignacego Loyoli.